# 西谷有統
西谷 有統（にしたに あると、1984年9月7日-）は、日本の元子役・俳優。埼玉県出身。

## 来歴・人物
- キャロットに所属していた。
- 兄は同じく元子役・元俳優の西谷卓統。
- 名前の由来は、音楽用語の「アルト(alto)」から。

## 出演作品
テレビドラマ
- 変なお父さん(1995年6月16日)
- 寺子屋ゆめ指南(NHK, 1997年9月5日 - 1998年3月20日) - 健吾 役
- オグリの子(NHK, 1998年8月3日-8月4日)
- ごくせん Season.1(NTV, 2002年4月17日 - 7月3日）- 柳生 有統 役
- ごくせんリターンズ総集編&師走のヤンクミスペシャル(NTV, 2002年12月30日)
- 奇跡の生還者 特別版 恐怖の事件スペシャル(NTV,2004年9月27日)
- めだか 第6話(CX, 2004年11月9日)
- 27歳の夏休み(TBS, 2005年6月30日)
- 女王の教室 第11話(NTV, 2005年9月17日)
- 吾輩は主婦である 第13話(TBS, 2006年6月7日)
- 結婚できない男 第2話(KTV, 2006年7月11日) - 部下 役
- 喰いタン2 第2話(2007年4月21日)
- 地獄の沙汰もヨメ次第(2007年7月5日-9月13日)
- ハタチの恋人 第1話(2007年10月14日)
- MR.BRAIN 第4話(2009年6月13日)
- となりの芝生(2009年7月1日-9月16日)

映画
- オサムの朝(1999年)
- リリイ・シュシュのすべて(2001年)
- 美しい夏キリシマ(2003年) - 友人・佐藤 役